# Liste der Kulturgüter im Verwaltungskreis Emmental
Die Liste der Kulturgüter im Verwaltungskreis Emmental enthält alle Objekte in den Gemeinden des Verwaltungskreises Emmental im Kanton Bern, die gemäss der Haager Konvention zum Schutz von Kulturgut bei bewaffneten Konflikten, dem Bundesgesetz vom 20. Juni 2014 über den Schutz der Kulturgüter bei bewaffneten Konflikten sowie der Verordnung vom 29. Oktober 2014 über den Schutz der Kulturgüter bei bewaffneten Konflikten unter Schutz stehen.

## Kulturgüterlisten der Gemeinden
- Aefligen
- Affoltern im Emmental
- Alchenstorf
- Bätterkinden
- Burgdorf
- Dürrenroth
- Eggiwil
- Ersigen
- Hasle bei Burgdorf
- Heimiswil
- Hellsau
- Hindelbank
- Höchstetten
- Kernenried
- Kirchberg
- Koppigen
- Krauchthal
- Langnau im Emmental
- Lauperswil
- Lützelflüh
- Lyssach
- Oberburg
- Röthenbach im Emmental
- Rüderswil
- Rüdtligen-Alchenflüh
- Rüegsau
- Rumendingen
- Rüti bei Lyssach
- Schangnau
- Signau
- Sumiswald
- Trachselwald
- Trub
- Trubschachen
- Utzenstorf
- Wiler bei Utzenstorf
- Willadingen
- Wynigen
- Zielebach